# Râul Valea Copilului, Valea cu Apă
Râul Valea Copilului este un curs de apă, afluent al râului Valea cu Apă. 